# Ju-Ken
Ju-ken (Chiba, 27 de junio de 1971) es un músico japonés que trabaja en el grupo de Gackt como bajista.
Ju-Ken ingreso a trabajar con Gackt en el año 2004. Además de su trabajo como bajista, participó en otros grupos como CRAVE y como músico de apoyo de artistas como Ayumi Hamasaki, Day after tomorrow, D.I.E, Fake?, OBLIVION DUST y SPIN AQUA. Ha realizado una gira junto la cantante Anna Tsuchiya, como bajo de apoyo.
En el 2008 entró como bajo de apoyo a VAMPS, la nueva banda formada por Hyde y K.A.Z., llegando a formar parte del World Tour de la banda en el año 2010. Actualmente, se encuentra trabajando con Quintillion Quiz. 
Usa habitualmente bajos de la marca Fender.
- Datos: Q1136750